# Horní Čermná
Horní Čermná är en ort i Tjeckien.   Den ligger i regionen Pardubice, i den östra delen av landet, 160 km öster om huvudstaden Prag. Horní Čermná ligger 431 meter över havet och antalet invånare är 1 016.
Terrängen runt Horní Čermná är kuperad österut, men västerut är den platt. Runt Horní Čermná är det ganska tätbefolkat, med 139 invånare per kvadratkilometer. Närmaste större samhälle är Lanškroun, 6,5 km söder om Horní Čermná. Omgivningarna runt Horní Čermná är en mosaik av jordbruksmark och naturlig växtlighet.